# Балонет
Балонет је еластична комора испуњена ваздухом, саставни дио неких балона и ваздушних бродова. Служи за одржавање спољног облика балона и спречавање непотребног губитка гаса. Потребан је код меких и полукрутих ваздушних бродова и код везаних балона, а лоптасти га слободни балони немају.
Балонет је посебна комора у склопу тијела балона. При повишењу висине, ваздух се из балонета испушта, чиме се омогућује главној комори балона ширење на рачун запремине балонета. Обрнут је процес при спуштању. Овим се запремина читавог балона одржава приближно константном, и притисак у балону остаје исти.
Балонет код везаних балона заузима и до 1/3 укупне запремине балона и стално је отворен на једном мјесту. Пуни се под дјеловањем вјетра.
Код ваздушних бродова постоји више балонета, који се аутоматски пуне зависно од висине лета.